# Karl Illner
Karl Illner (14. července 1877 Žacléř – 6. srpna 1935 Vídeň), byl rakouský průkopník letectví.
Byl mechanikem a pilotem, zaměstnancem rakouského leteckého průkopníka a konstruktéra z Trutnova Igo Etricha. Dne. 8. srpna 1909 uskutečnil první let s Etrichovým letounem „Praterspatz“. Dne 17. května 1910 absolvoval první let z Vídeňského Nového Města do Vídně a zpět. Na mezinárodním leteckém setkání, které se konalo dne 18. září 1910 ve Vídeňském Novém Městě, získal Illner téměř všechny první ceny.
.Illner dosáhl mezinárodního věhlasu, když dne 10. října 1910 letěl z Vídně do Hornu a zase zpět. Tento let byl podnícen výzvou města Vídně s finanční odměnou 20 000 korun na podporu dalšího rozvoje letecké techniky. Cílem výzvy bylo letět z Vídně do Hornu a zpět během jednoho dne. Horn byl vybrán jako cíl, protože se o to zasazoval bývalý ředitel střední školy Horn a pozdější spolkový prezident Wilhelm Miklas. Illner létal s motorem od Ferdinanda Porsche, který v té době pracoval pro firmu Austro-Daimler z Vídeňského Nového Města. Motor byl použit pro tzv. Etrich-Taube, jedno z prvních sériově vyráběných osobních letadel vyvinutých Igo Etrichem.
Navigace byla tehdy ještě velmi obtížná. Illner se nemohl jednoduše řídit podle mapy a neexistovalo žádné rádiové spojení ani piloti. Musel se orientovat podle nápadných budov. Illner přistál v Hornu po hodině a 14 minutách letu a byl nadšeně přivítán. Dosáhl světového výškového rekordu 1000 metrů. Jeho první pokus o let zpět se nezdařil kvůli bouřce, ale odpoledne v pořádku dorazil do Vídně. Illnerův let měl velký úspěch a byl odměněn finanční odměnou a velkým uznáním. Jeho historický let připomíná v Hornu pomník a model jeho letounu v místním muzeu.
Pokračoval ve své letecké kariéře a vytvořil několik rekordů. Byl úspěšný i na leteckých akcích v Berlíně a Budapešti. Stál také u založení rakouského aeroklubu.
Karl Illner byl pohřben ve Vídni v roce 1935 na Grinzinger Friedhof (skupina 18, číslo 124). Ve Vídni-Donaustadtu (22. obvod) je po něm pojmenována ulice Illnerstrasse.